# Calotmul
Calotmul es una localidad ubicada en el estado mexicano de Yucatán, específicamente en el municipio homónimo que se encuentra en la Zona Litoral Oriente o Región I del mismo estado.
Tiene una altitud promedio de 23 m s. n. m. y se localiza a una distancia de 195 km de la ciudad capital del estado, la ciudad de Mérida, a 75 km de Chichén Itzá, 22 km de Ek Balam, 36 km de Valladolid, 13 km de Espita y 14 km de Tizimín.

## Toponimia
Su nombre en lengua maya se entiende como "lugar de dos pares de cerros" o "nuestros dos pares de montañas o colinas", proviniendo de los vocablos ka'a, dos; loot, clasificador para pares o parejas; múul, cerro.

## Infraestructura

### Medios de comunicación
Vías terrestres
La localidad es atravesada de norte a sur por la Carretera Federal 295, siendo Tizimín al norte y Temozón al sur, las poblaciones más cercanas por esta carretera. Además, la población tiene una salida hacia el oeste hacia Espita por medio de una carretera estatal.
Prensa escrita
En la localidad circula la edición diaria del Diario de Yucatán.
Telefonía
La ciudad cuenta con señal de Telcel en la modalidad 3G,  Movistar y Unefón

## Servicios públicos

### Educación
La localidad de Calotmul cuenta con numerosas instituciones educativas públicas encargadas de la educación básica y media superior. La mayoría de estas escuelas pertenecen al gobierno federal. Los niveles educativos y estadísticas de las instituciones en la localidad son los siguientes:
| Tipo                                                   | Escuelas | Estadíticas | Estadíticas | Estadíticas |
| Tipo                                                   | Escuelas | Alumnado    | Grupos      | Docentes    |
| ------------------------------------------------------ | -------- | ----------- | ----------- | ----------- |
| Educación preescolar.                                  | 2        | 102         | 7           | 5           |
| Educación primaria.                                    | 1        | 361         | 13          | 13          |
| Educación secundaria.                                  | 1        | 143         | 6           | 14          |
| Bachillerato.                                          | 1        | 150         | 4           | 11          |
| Total                                                  | 5        | 756         | 30          | 43          |
| Fuente: Secretaría de Educación del Estado de Yucatán. |          |             |             |             |

## Geografía

### Clima
Predomina el clima cálido subhúmedo con lluvias regulares en verano. La temperatura media anual es de 26.2 °C, la máxima se registra en el mes de mayo y la mínima se registra en febrero. Los vientos dominantes son en dirección sureste y noroeste.
| Parámetros climáticos promedio de Calotmul | Parámetros climáticos promedio de Calotmul | Parámetros climáticos promedio de Calotmul | Parámetros climáticos promedio de Calotmul | Parámetros climáticos promedio de Calotmul | Parámetros climáticos promedio de Calotmul | Parámetros climáticos promedio de Calotmul | Parámetros climáticos promedio de Calotmul | Parámetros climáticos promedio de Calotmul | Parámetros climáticos promedio de Calotmul | Parámetros climáticos promedio de Calotmul | Parámetros climáticos promedio de Calotmul | Parámetros climáticos promedio de Calotmul | Parámetros climáticos promedio de Calotmul |
| Mes                                        | Ene.                                       | Feb.                                       | Mar.                                       | Abr.                                       | May.                                       | Jun.                                       | Jul.                                       | Ago.                                       | Sep.                                       | Oct.                                       | Nov.                                       | Dic.                                       | Anual                                      |
| ------------------------------------------ | ------------------------------------------ | ------------------------------------------ | ------------------------------------------ | ------------------------------------------ | ------------------------------------------ | ------------------------------------------ | ------------------------------------------ | ------------------------------------------ | ------------------------------------------ | ------------------------------------------ | ------------------------------------------ | ------------------------------------------ | ------------------------------------------ |
| Temp. máx. abs. (°C)                       | 37.5                                       | 38.4                                       | 39.5                                       | 40.4                                       | 40.5                                       | 40.5                                       | 39.5                                       | 40.5                                       | 39.5                                       | 40.4                                       | 39.4                                       | 39.3                                       | 40.5                                       |
| Temp. máx. media (°C)                      | 31.2                                       | 31.4                                       | 32.6                                       | 34.7                                       | 36.1                                       | 35.7                                       | 35.3                                       | 35.3                                       | 34.9                                       | 33.6                                       | 32.1                                       | 30.9                                       | 33.7                                       |
| Temp. mín. media (°C)                      | 16.7                                       | 16.6                                       | 17.4                                       | 18.8                                       | 19.9                                       | 20.8                                       | 20.1                                       | 20.4                                       | 20.4                                       | 19.4                                       | 18.2                                       | 16.7                                       | 18.8                                       |
| Temp. mín. abs. (°C)                       | 10.1                                       | 10                                         | 9                                          | 10                                         | 12                                         | 12                                         | 13                                         | 12                                         | 14                                         | 14                                         | 11                                         | 10                                         | 9                                          |
| Precipitación total (mm)                   | 73.1                                       | 46.8                                       | 40                                         | 82.7                                       | 115.5                                      | 213.6                                      | 229.8                                      | 189.1                                      | 233                                        | 195.4                                      | 72                                         | 79.4                                       | 1570.4                                     |
| Fuente: Servicio Meteorológico Nacional    |                                            |                                            |                                            |                                            |                                            |                                            |                                            |                                            |                                            |                                            |                                            |                                            |                                            |